# 欧阳夏丹
欧阳夏丹（1977年7月28日—），廣西桂林人，中国电视节目主持人。1999年毕业于北京广播学院（现中国传媒大学）。1999年至2003年在上海电视台新闻综合频道工作，主播过《上海早晨》、《新闻夜线》等节目。2003年8月进入中国中央电视台经济频道，主播经济频道早间资讯栏目《第一时间》。2009年7月加盟中国中央电视台新闻频道，主播央视新闻频道《共同关注》节目。
2011年9月25日，歐陽夏丹與郎永淳开始主持中国中央电视台最主要的官方新聞节目《新聞聯播》。2020年4月28日，最后一次主持《新闻联播》，搭档郭志坚。
2020年10月28日，据日本产经新闻引述多名消息人士的话称，因与孙力军有密切关系，欧阳夏丹正在接受调查。
2023年1月1日，主持人欧阳夏丹在抖音个人账号发布了一条短视频“你好，2023”，正式入驻抖音。时隔近三年后再次出现在公众视野。截至同年8月，得到130万粉丝关注。
2023年6月，央视网更新的主持人名单显示，欧阳夏丹不再担任央视主持人。
2024年3月，入驻哔哩哔哩、微信视频号。

## 简历
- 1992年至1995年：广西桂林市桂林中学，以桂林市文科状元[註 1]考入北京广播学院。
- 1995年至1999年：北京广播学院播音系。
- 1999年至2003年8月：上海电视台新闻综合频道，主播过《上海早晨》、《新闻夜线》等节目。
- 2003年10月至2009年6月：中央电视台经济频道《第一时间》主持人。
- 2007年：以《第一时间》获金话筒奖电视主持作品奖。
- 2009年8月至2011年：中央电视台新闻频道，主播每天18:00-19:00的《共同关注》。
- 2010年2月，主持央视虎年春晚。[8]11月：主持金话筒奖颁奖盛典。
- 2011年，欧阳夏丹着透视装在中央电视台新闻频道播报新闻，引發舆论热议。[9]
- 2011年至2020年4月：主持中央电视台黄金时段新闻节目《新闻联播》。
- 2012年获中央电视台台长特别奖，2015年获央视“十佳播音员主持人”称号。[2]

## 奖项
- 2007年以《第一时间》获金话筒奖。
- 2008年金鹰奖最佳节目主持人